# Coptoeme pallidum
Coptoeme pallidum är en skalbaggsart som beskrevs av Pierre Lepesme 1956. Coptoeme pallidum ingår i släktet Coptoeme och familjen långhorningar.
Artens utbredningsområde är Sierra Leone. Inga underarter finns listade i Catalogue of Life.